# Katarzyna Kobro

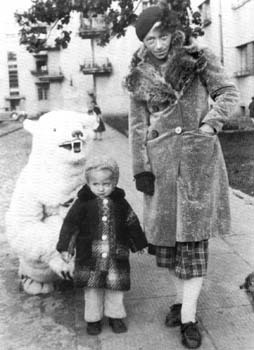
Katarzyna Kobro mit ihrer Tochter

Katarzyna Kobro (* 26. Januar 1898 in Moskau; † 21. Februar 1951 in Łódź) war eine polnische Bildhauerin deutsch-lettischer und russischer Herkunft. Als Künstlerin war sie Vertreterin konstruktivistischer Raumkonzeptionen. 

## Leben
Kobro studierte von 1917 bis 1920 an der Moskauer Hochschule für Malerei, Bildhauerei und Architektur und war seit 1920 mit dem polnischen Künstler Władysław Strzemiński (1893–1952) verheiratet. In Moskau war Kobro, wie auch Kasimir Malewitsch, Olga Rosanowa, Wladimir Tatlin und Alexander Rodtschenko, Mitglied der Gewerkschaft der bildenden Künstler. In der Folge organisierte sie zusammen mit Gleichgesinnten die Smolensker Ortsgruppe der UNOWIS [russ. Утвердители Нового Искусства = Befestiger der Neuen Kunst], eines Ablegers der gleichnamigen 1920 gegründeten Witebsker Künstlergruppe Malewitschs, mit dem Kobro ebenso wie mit Eliezer (El) Lissizki weiter Kontakt hielt.
Ende 1921, Anfang 1922 flohen Kobro und Strzemiński nach Polen, wo Kobro 1924 die polnische Staatsbürgerschaft erhielt. Zusammen mit Henryk Berlewi, Henryk Stażewski, Mieczysław Szczuka, Teresa Żarnowerówna u. a. war das Ehepaar Mitglied der Blok-Gruppe von Kubisten, Konstruktivisten und Suprematisten, die Kobro und Strzemiński allerdings Ende 1926 wieder verließen, um anschließend zusammen mit Bohdan Lachert, Szymon Syrkus und anderen die Gruppe Praesens zu gründen. 
Aufgrund inhaltlicher Differenzen verließen Kobro, Strzemiński und auch Stażewski jedoch 1929 Praesens wieder, um noch im selben Jahr zusammen mit den beiden Dichtern Jan Brzękowski und Julian Przyboś die Gruppe a. r., üblicherweise als Revolutionäre Künstler gelesen, zu gründen, die bis 1936 bestand. 
1930 war Kobro außerdem maßgeblich an der Gründung des Museums für Moderne Kunst in Łódź beteiligt, und 1932 wurden Kobro und Strzemiński Mitglied von Abstraction-Création. 1936 schließlich trug Kobro sich als Unterstützerin von Károly (Charles) Siratós Pariser Dimensionist Manifesto ein. Im Jahr 2021 wurden Arbeiten von Katarzyna Kobro im Rahmen der Ausstellung "zwischen system & intution. Konkrete Künstlerinnen" im Kunstmuseum Stuttgart gezeigt.

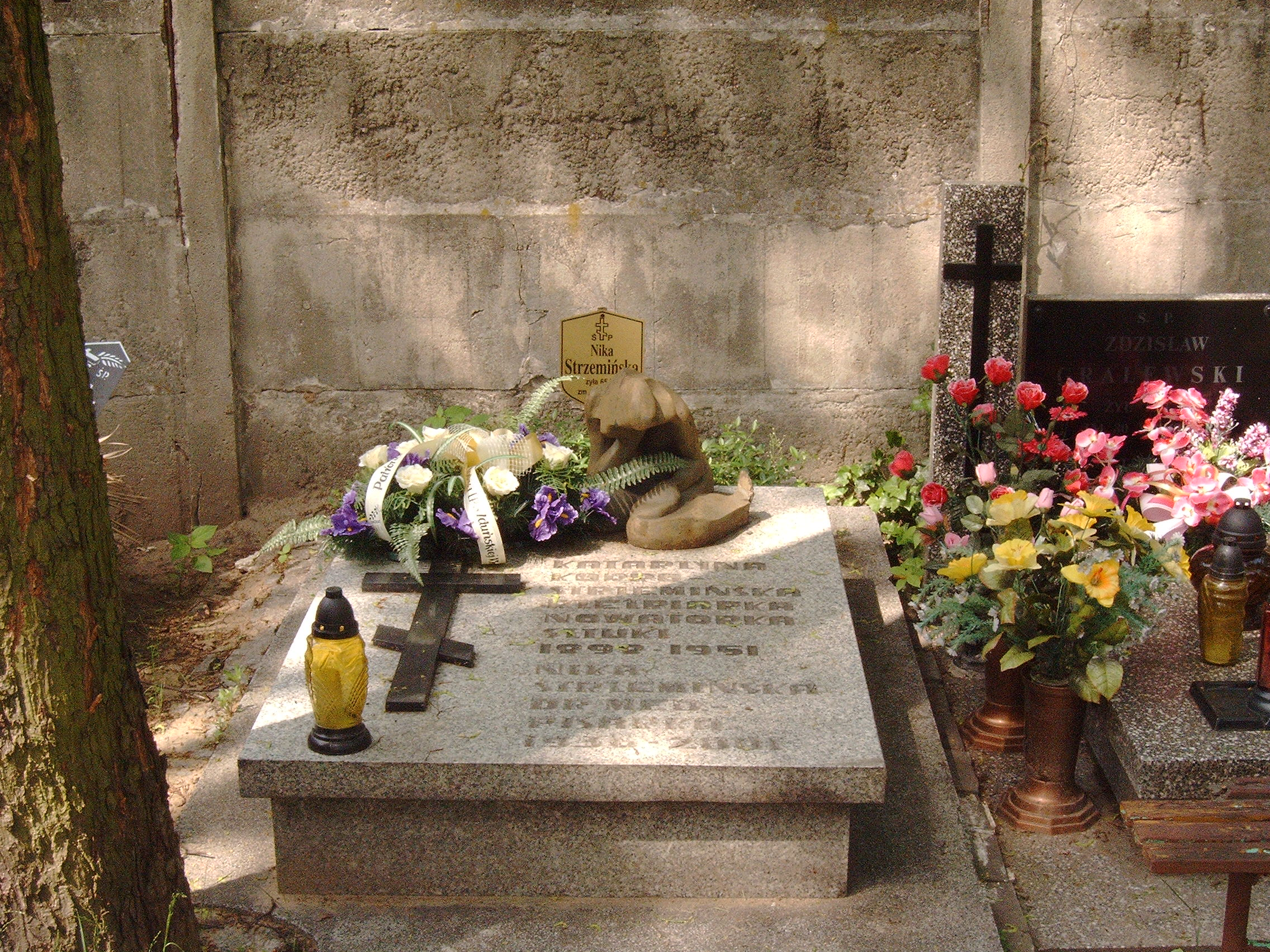
Grab von Kobro und der Tochter Nika auf dem Friedhof Doły, Łódź

Kobro hatte mit Strzemiński die Tochter Jakobina (Nika) Strzemińska (1936–2001), die als Ärztin in Łódź arbeitete und biographische Schriften zum künstlerischen Schaffen ihrer Eltern verfasste.
2011 spielte Nina Czerkies unter der Regie von Maciej Wojtyszko die Katarzyna Kobro in der polnischen Fernsehinszenierung „Powidoki“, nicht zu verwechseln mit dem gleichnamigen Kinofilm Andrzej Wajdas aus dem Jahr 2016, dessen Handlung erst nach der Trennung Kobros von Strzemiński spielt.

## Werk
Zu Kobros bekanntesten Werken zählen ihre erste Skulptur "Tos 75 – Struktura" – eine Verschmelzung aus Metall, Holz, Glas und Kork – sowie die Skulpturenserie "Kompozycja Przestrzenna".
Die Skulpturenserie (deutsche Übersetzung: „Raumkompositionen“) entstand zwischen 1925 und 1933. Hauptsächlich mit der Schaffung von Skulpturen und Bildhauerei beschäftigt, gestaltete Katarzyna Kobro auch Plakate und beteiligte sich 1929 daran, einen Pavillon auf der Polnischen Nationalausstellung in Poznan innenarchitektonisch zu gestalten.
Von 1925 bis 1930 fertigte Kobro neun Raumkompositionen an. Ihr Anspruch war es, sich von der vorrangigen Aufgabe der Bildhauerei, Körper darzustellen, zu distanzieren. Sie zerstückelte die Kompositionen und verwendete Metallbleche, die sie in unterschiedlichen Farben anmalte. Bis auf die letzte Raumkomposition sind alle auf einem einheitlichen Zahlenwert aufgebaut und wiederholen bestimmte Proportionen, die dem Goldenen Schnitt entsprechen. Die 1932 angefertigte achte Komposition ist in Weiß gehalten und stellt die architektonische Erweiterung der Skulpturen im Modell dar.
Mit ihrem Ehemann Władysław Strzemiński schrieb sie das philosophische Werk "Composition of Space: Calculations of Space-Time Rhytm".

## Film
- Józef Robakowski: Spatial Compositions by K. Kobro, 1971, 10 Minuten
- Józef Robakowski: Sculptress K. Kobro, 1998, 30 Minuten
- Józef Robakowski: Oratorium for Katarzyna Kobro, 2011, 5 Minuten